# 이나즈미코엔역
이나즈미 공원역 또는 이나즈미코엔역(일본어: 稲積公園駅 이나즈미코우엔에키[*])은 일본 홋카이도 삿포로시 데이네구에 있는 홋카이도 여객철도 하코다테 본선의 철도역이다.

## 역 구조
2면 2선의 승강장이 있는 고가역이다. 역 주변이 저지대이고 인근에 하천이 지나가므로 침수 피해가 우려되었기 때문에 실시했던 선로 고가화 공사와 동시에 개업하였다. 업무를 홋카이도 JR 서비스넷에 위탁하고 있는 업무 위탁역이며, 미도리노마도구치, 자동 개찰기 등의 시설이 갖추어져 있다.

### 승강장
| 1 | ■ 하코다테 본선 | 데이네 · 호시오키 · 오타루 방면                  |
| 2 | ■ 하코다테 본선 | 삿포로 · 이와미자와 · 지토세 · 신치토세쿠코 방면 |

## 역 주변
- 데이네 이나즈미 공원
- 도미오카 산타루 공원
- 데이네 경찰서
- 삿포로 시립 도미오카 초등학교

## 역사
- 1986년 11월 1일 - 일본국유철도의 임시 승강장으로 개업.
- 1987년 4월 1일 - 일본국유철도 분할 민영화로 홋카이도 여객철도가 계승. 동시에 역으로 승격됨.
- 2001년 4월 1일 - 역의 업무 위탁을 홋카이도 JR 서비스넷에 위임.
- 2007년 10월 - 역 번호 부여. S06.
- 2008년 10월 25일 - IC 카드(Kitaca)의 사용 개시.

## 인접한 역
| 홋카이도 여객철도 ■ 하코다테 본선 | 홋카이도 여객철도 ■ 하코다테 본선     | 홋카이도 여객철도 ■ 하코다테 본선                |
| --------------------------------- | ------------------------------------- | ------------------------------------------------ |
| S07 데이네 오타루 방면            | ● 구간쾌속 "이시카리 라이너" B ● 보통 | S05 핫사무 삿포로 · 이와미자와 · 도마코마이 방면 |

## 관련 사이트
- (일본어) 역 구내도 (이나즈미코엔 역) - 홋카이도 여객철도